# JR東海キハ11形気動車
キハ11形気動車（キハ11がたきどうしゃ）は、東海旅客鉄道（JR東海）、東海交通事業(現:JR東海交通事業)が1988年（昭和63年）から導入した一般形気動車である。
本項では、ミャンマー国鉄およびひたちなか海浜鉄道へ譲渡された車両についても述べる。

## 概要
国鉄から承継したキハ30形・キハ28形・キハ58形の置き換えおよび、ワンマン運転の拡大用として投入された。普通鋼製の0番台・100番台・200番台と、ステンレス鋼製の300番台が存在する。
製造コストを抑えるために新潟鐵工所製のNDCシリーズをベースとして、一部仕様変更を行っている。

## 構造
本項では共通事項について述べ、番台毎の差異については次項で述べる。

### 車体
最大長18m（車体長17.5m）で、客室側窓は211系電車と同様の下降式の1枚窓である。出入口は、ワンマン運転に対応して車体両端に寄せて幅850mmの片引き戸を2ヶ所に設け、押しボタン式の半自動ドアとした。2000年6月から伊勢車両区所属車両の全車両と美濃太田車両区所属車両の一部に、車体前面の排障器（スカート）を下方向へ拡大する改造が開始された。

### 車内

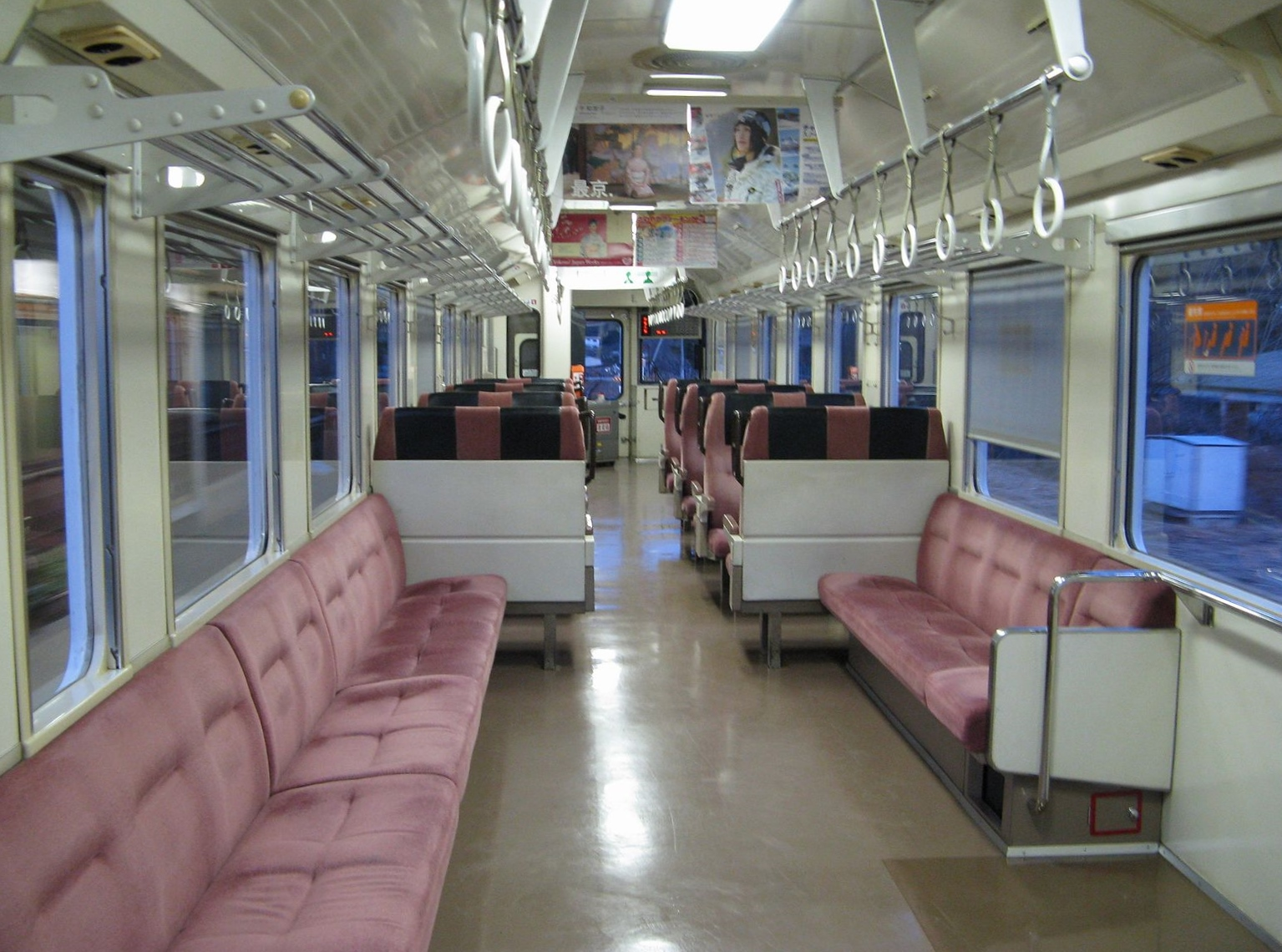
キハ11形0番台の室内

腰掛は、ラッシュ時と日中の閑散時に対応するため、ロングシートとボックスシートを組み合わせたセミクロスシートを採用している。形状を同時期製造の211系5000番台に準拠したバケットタイプとして座り心地の向上を図るとともに、ボックスシートは間隔を1,550mmとしている。座席モケットも211系5000番台に準拠する。定員は110名で座席定員60名（300番台は46名）となり、従来のキハ40形よりも増加している。主に短距離路線で使用されることから、300番台を除きトイレは設置されていない。冷房装置は機関直結式のC-AU29を1基搭載する。また、一部車両には300番台に合わせて後年ドアチャイムと車椅子スペースが設置されている。

### 機器類

C-DT58形台車

エンジンは、キハ85系と同系列のC-DMF14HZA(330ps/2,000rpm、NTA-855R1と同型) を1基搭載するが、変速機に軽快気動車用のC-DW15を使用することから、出力を抑えている（キハ85系用は350ps）。車体の軽量化とエンジン出力の向上により、従来車に比べ走行性能は格段に向上しており、最高速度は95km/hで同等であるが、20‰の上り勾配で60km/h以上、25‰でも50km/h以上での走行が可能である。
台車は、軽快気動車で実績のある大径心皿式の空気ばね台車のC-DT58（動台車）、C-TR242（付随台車）で、動台車は2軸を駆動する。変速機は新潟コンバーター製で、変速1段、直結2段式により、従来よりも加速・粘着性能の向上を図っている。
なお、伊勢車両区に配置された名松線運用車両の一部には、家城駅の夜間留置の無人走行事故対策として予備ブレーキのシステムを変更した車両があった。

## 番台別概説

### 0番台

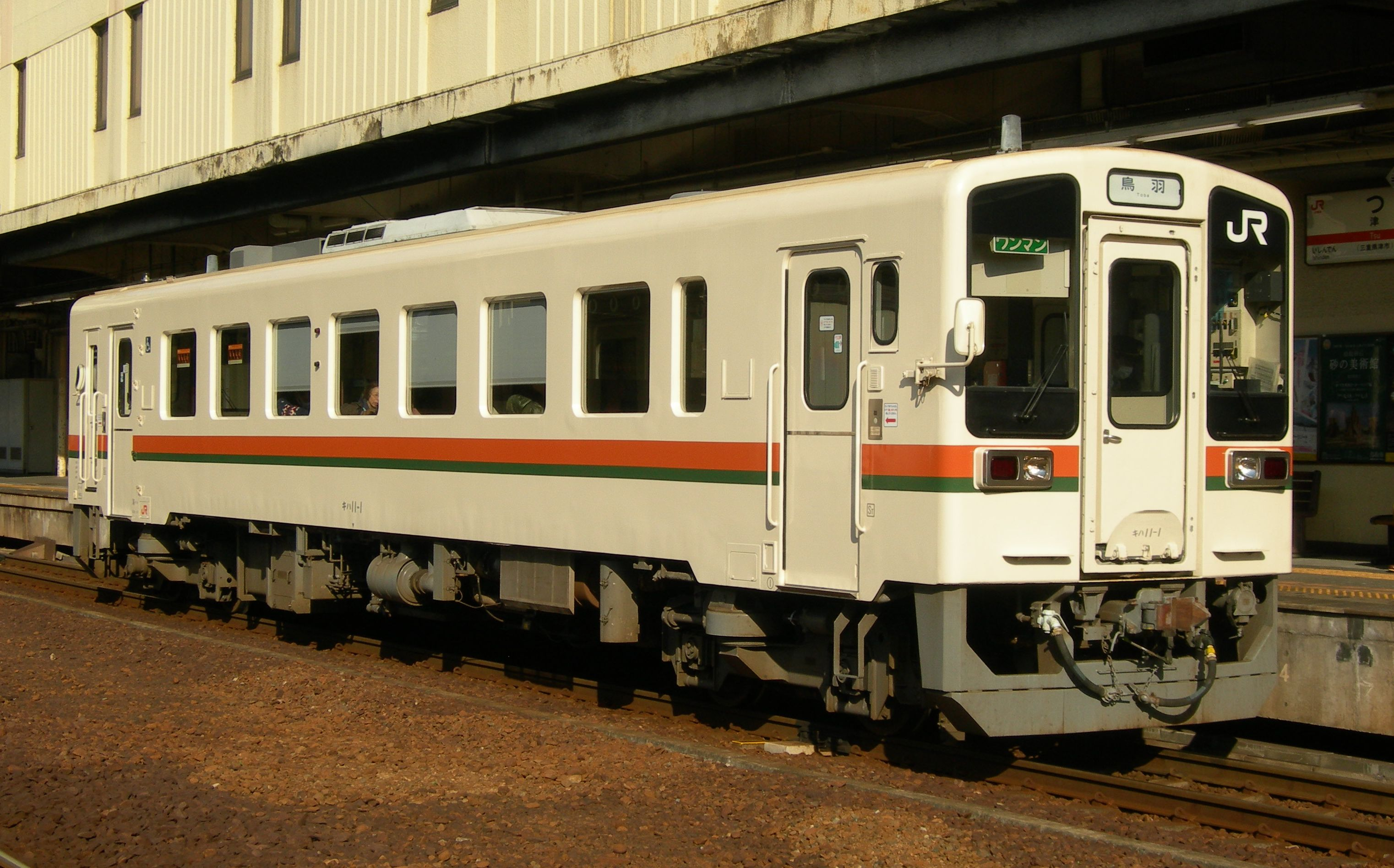
キハ11形0番台

1988年に新潟鐵工所で10両 (1 - 10) が製造された、暖地用の番台区分である。1989年（平成元年）2月20日より営業運転を開始した。
伊勢車両区に配置され、名松線・参宮線・紀勢本線で運用されていた。トイレが設置されていないため、紀勢本線多気駅以南での運用は原則として後述の300番台と連結した2両編成以上で運用されていたが、キハ40系との併結は行われなかった。

10両のうち1両（9）は2007年1月の落石事故、2両（6・8）は2015年4月・8月の車両入れ替えのため、それぞれ車籍抹消された。残る7両もキハ25形への置き換えに伴い同年9月をもって300番台併結用の数本を残して定期運用を離脱し、10月に4両（1・2・4・5）が、2016年3月29日付で3両（3・7・10）が除籍され全廃となった。 

### 100番台
1988年に新潟鐵工所（101 - 121）と自社名古屋工場（122・123）で合計23両が製造された。基本構造は0番台と同じだが、笛シャッタの取り付けや扉付近の保温対策などが施され、寒地向けとなっている。
当初は全車が美濃太田車両区に配置されたが、後に107 - 112の6両が伊勢車両区に移り、残る17両は高山本線（主に岐阜駅 - 白川口駅間）と太多線で運用されていた。営業運転での他系列併結が不可能（回送運転でのみキハ40系と併結）でトイレが無いために単独運用を組まれ、高山本線の長距離列車には使われなかった。ただし1993年頃は高山駅を経て、飛騨古川駅までの定期運用もあった。鈴鹿サーキットでF1グランプリが開催された際には美濃太田所属車が貸し出され、臨時列車にも用いられ、定期列車では見られない5両編成でも運転された。伊勢車両区への転属車両は0番台と共通運用された。この他、車外右側にあるバックミラーの取り付け方が配置区によって微妙に異なり、美濃太田所属車の左側ミラーには積雪を防止するためのカバーも取り付けられていた。

2015年3月14日のダイヤ改正により美濃太田所属の全車が運用を離脱し、同月に7両（106・113・115・118 - 121）が除籍、3両（101・104・105）が伊勢車両区に転属した。同年4月に美濃太田所属の7両（102・103・114・116・117・122・123）と伊勢所属2両（111・112）が、8月には伊勢所属の4両（101・104・105・108）が、10月30日付で伊勢所属の3両（107・109・110）がそれぞれ除籍されて、全廃となった。なお、伊勢車両区に転属した3両は在籍期間が4ヶ月と短かった。

### 200番台

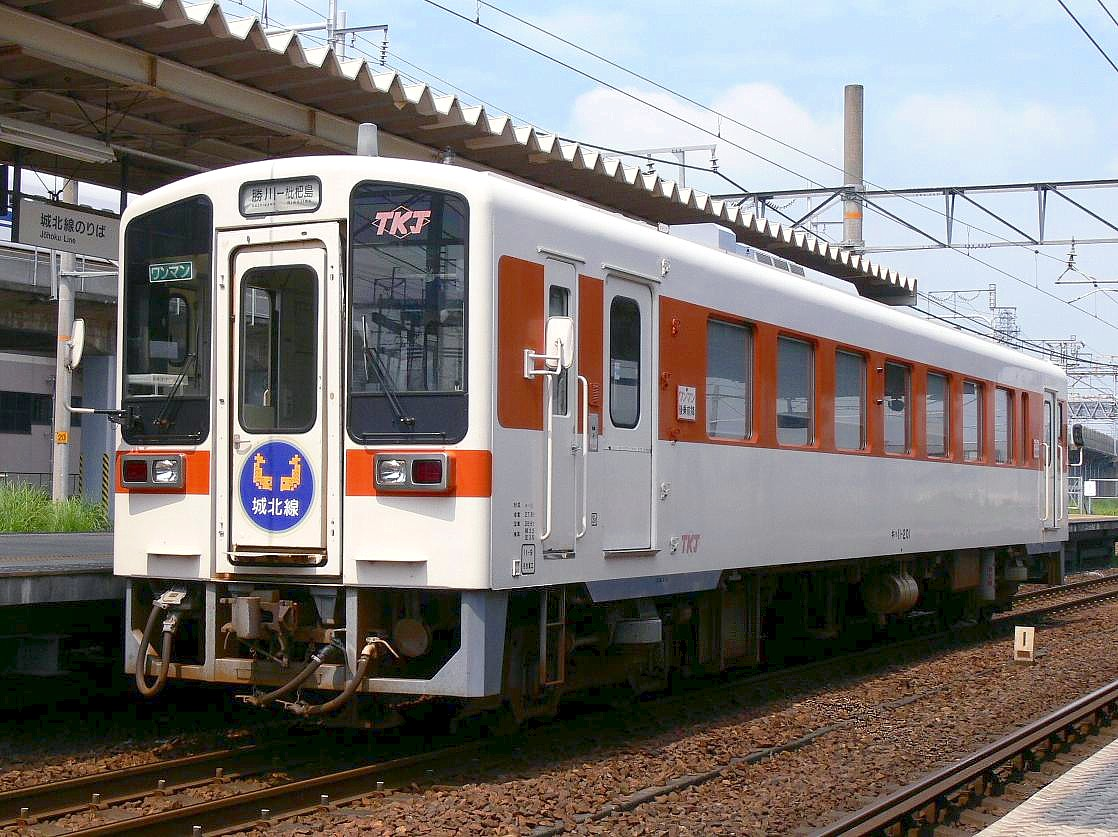
キハ11形200番台・城北線仕様

東海交通事業が1993年の城北線全線開業時に4両（201 - 204）を新製したものである。
基本的な仕様はJR東海の100番台と同じであるが、2両（201・202）は城北線仕様として扉付近の保温対策の廃止やドア部のステップの廃止、外板塗色の変更（0・100番台に巻かれているオレンジと緑の帯に代わって、窓周りと前照灯周りにオレンジの帯が巻かれている）などの仕様変更が行われている。
203・204の2両は出場直後の試運転時は201・202と同一の塗色・仕様だったが、直ちに城北線の線路使用料相殺のためにJR東海美濃太田車両区に貸し出され、ドア部のステップ設置、塗色の変更など100番台と同仕様に改造された。その後は同区に在籍するJR東海所有車（100番台）と混用されており、貼付されている社章も含めJR東海所有車と全く同様の外観となっていた。203は、201・202のJR東海名古屋工場への検査入場時の予備車として城北線で使用されることがあったが、その際にはステップ部分に段差解消のための金属製の箱が置かれた。

203・204は、2015年3月14日のダイヤ改正により運用を離脱し、ひたちなか海浜鉄道へ譲渡された（詳細後述）。 

### 300番台

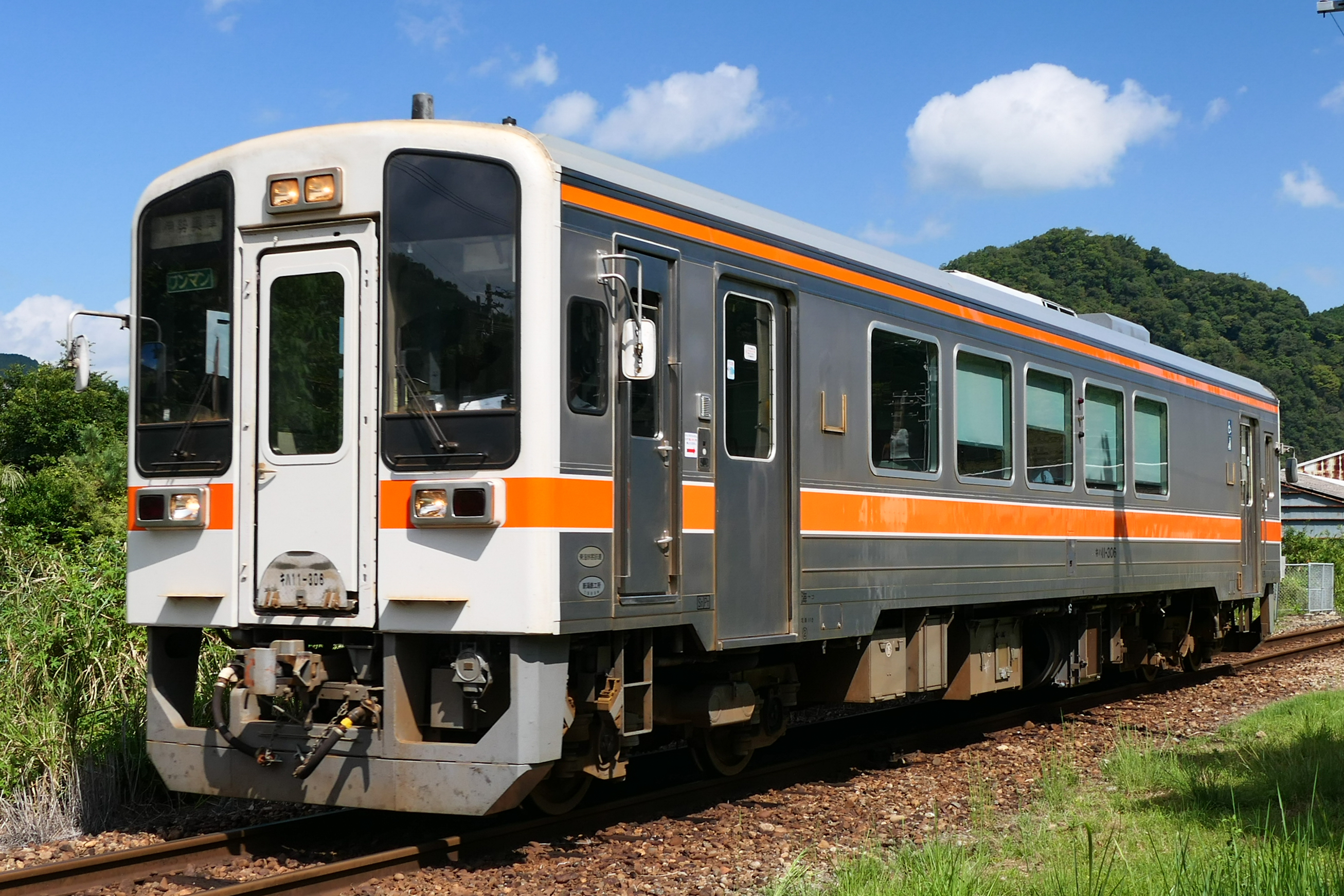
キハ11形300番台

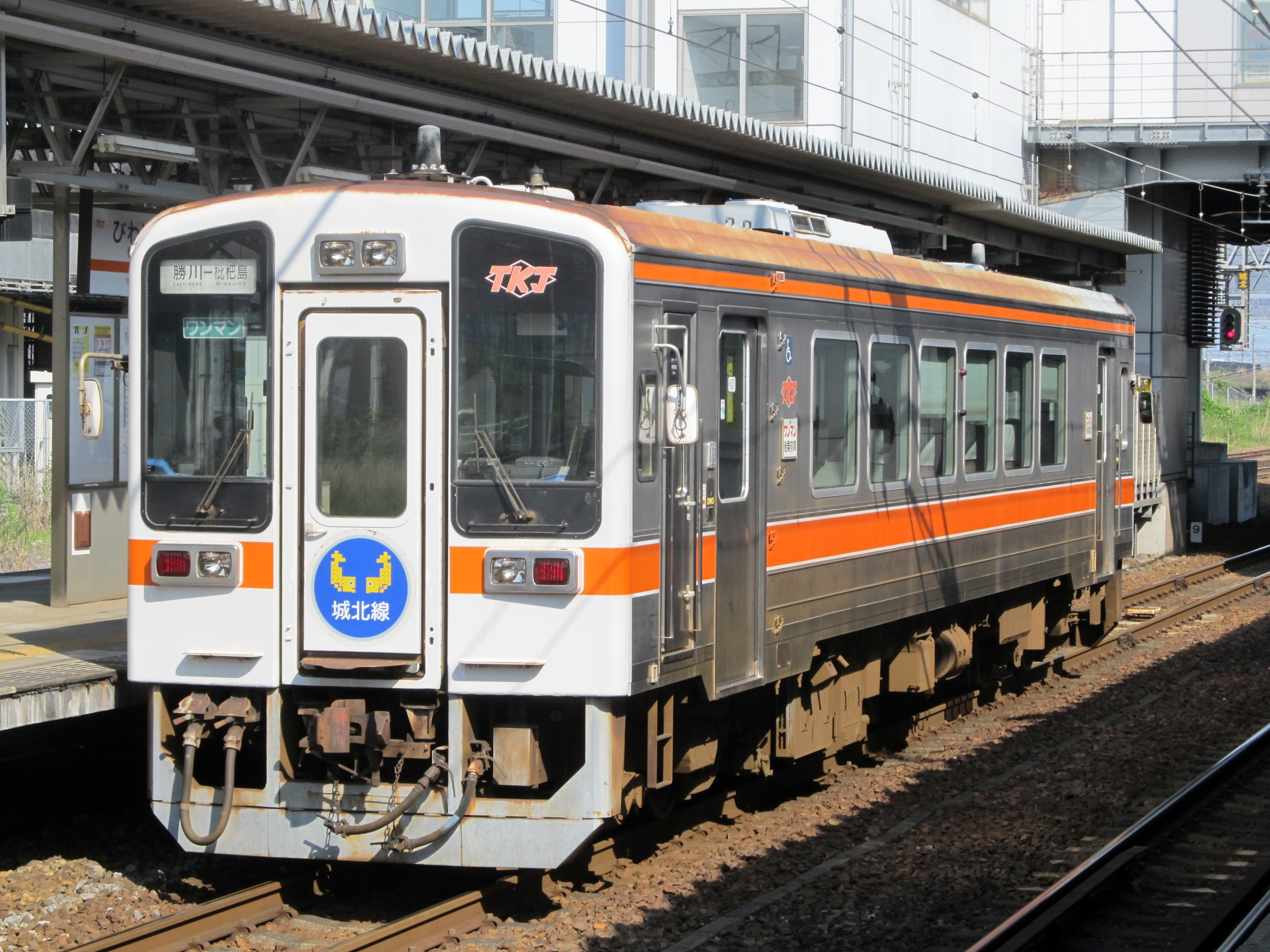
東海交通事業　キハ11形300番台

1999年に増備された暖地向けの改良車。新潟鐵工所で製造された6両 (301 - 306) が存在する。
車体が普通鋼からステンレス車体となり、車幅が2.7mから2.8mに拡大されている他、車椅子対応トイレの設置、側窓の固定化、貫通路上部への前照灯の増設が行われた。前面の行先表示器は左側上部に移されている。車内のカーテンは同時期に製造された313系電車と同様のフリーストップ方式となった。同年に増備されたキハ75形と部品の共通化を図るため仕様が変更され、エンジンはC-DMF14HZB (350ps/2,000rpm、N14Rと同型) 、台車はキハ75形からヨーダンパを省略したボルスタレス式のC-DT64/C-TR252を採用、運転台のマスコンハンドルは手前に引く横軸式になった。この他、座席の枕カバーが0・100番台の黒からベージュに変更された他、車外へのバックミラーの取り付け方も0・100番台とは異なるものになった。
2015年7月までは主に長距離列車の多い紀勢本線の多気以南で運用されていたが、同年8月よりキハ25形に置き換えられ本形式は紀勢本線の長距離運用から撤退し、亀山駅・家城駅 - 鳥羽駅間の参宮線・名松線運用が中心となっていた。紀勢本線の長距離列車で運用される時は、0・100番台併結の2両以上で使用されていた。2016年3月26日の名松線全線運行再開後は、同線にて1両または2両編成で運用されている。

6両のうち2両（301・302）については2015年9月8日に東海交通事業が購入することを発表した。301は同年9月11日付でJR東海から除籍となり、9月24日から城北線で運行が開始された。302も2016年3月11日付でJR東海から除籍となり、同年3月22日から城北線での営業運転を開始した。そのうち302は、同年6月15日から側面を200番台と同じ窓周りにオレンジ色を配する車体色へと変更している。 

## 譲渡車

### ミャンマー国鉄への譲渡

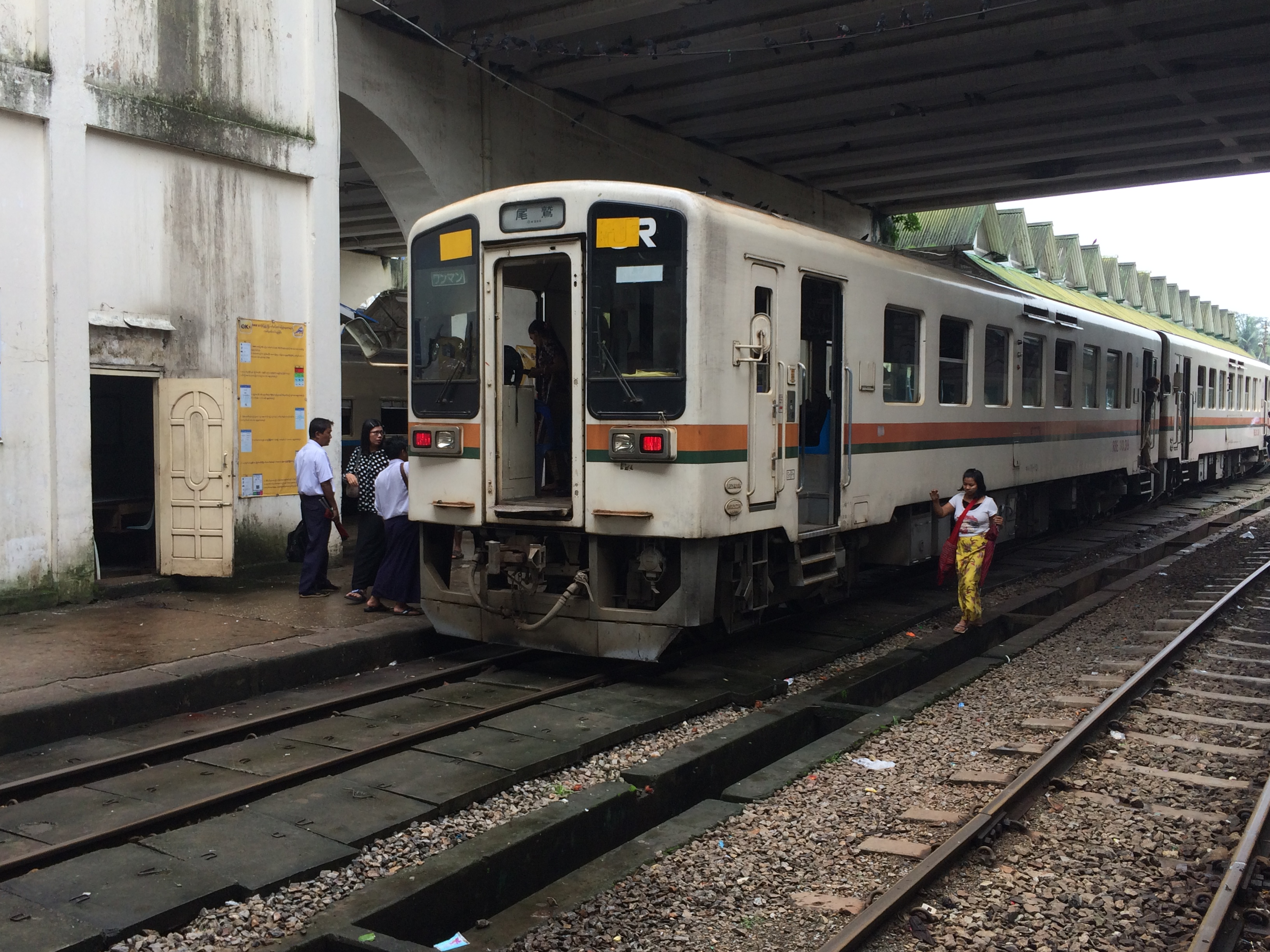
ミャンマーへ譲渡後のキハ11形
（2017年7月）

2014年4月時点でJR車は美濃太田車両区に17両・伊勢車両区に21両在籍し東海交通事業が4両保有していたが、2015年3月1日の武豊線の直流電化に伴い、同線で使用していたキハ25形およびキハ75形について「主に高山線・太多線へ転用する」とJR東海より発表があった。その後2013年3月には、2014年度から2015年度にかけてキハ25形の2次車52両を順次投入し、国鉄時代に製造されたキハ40系列およびJR発足初期に製造された当系列を置き換えていく方針が発表された。太多線の運用はキハ40系列とともに2015年をもって消滅し、同線を走る列車はすべてキハ25形およびキハ75形に置き換えられた。
除籍予定だった16両はキハ40系列共々ミャンマーへ譲渡されることになり、2015年3月のダイヤ改正後は、美濃太田車両区所属の100番台が伊勢車両区への転属やミャンマー鉄道省への譲渡が始まった。
同月22日に101・104・105の3両が伊勢車両区へ回送され、24日付で転属となり検査期限切れ間近な車両を置き換えた。同日に106・113・115・118 - 121の7両が名古屋臨海鉄道東港駅へ送られ同日付で廃車、31日にそのうちの6両がミャンマー鉄道省への譲渡のために名古屋臨海鉄道ND5529の推進運転により名古屋港岸壁に搬入された。
また、8月1日にキハ25形2次車の紀勢本線・参宮線での運用が開始されたため、伊勢車両区で運用されていた5両（8・101・104・105・108。うち3両は美濃太田車両区からの転属車）も置き換えとなり、ミャンマー鉄道省への譲渡のために笠寺まで回送され、同月6日に東港・東名古屋港を経て名古屋港大江埠頭に搬送され同日付で除籍された。
10月29日にも同じく伊勢車両区で運用された7両（1・2・4・5・107・109・110）が余剰となり、伊勢市→亀山→名古屋車両区の経路で回送され、同月30日付で除籍された。こちらも全車がミャンマーに譲渡されている。
この他にも、後述のひたちなか海浜鉄道譲渡車 (123) を除き、2015年度に除籍された0番台・100番台はすべてミャンマーに譲渡された。ミャンマーにおいては車両限界がJR線と異なるため、冷房の室外機の部分のみ屋根の高さが下げられており車両側面の中央上部に室外機からの通気口が設けられている。
2016年の政権交代以降、政府の方針転換により一部の車両がミャンマー国鉄に引き渡されず、ミャンマーおよび日本の港で放置されていたが、このうち金城ふ頭に放置されていた車両は2023年4月にシンガポールを経由してミャンマーに輸出された。

### ひたちなか海浜鉄道への譲渡

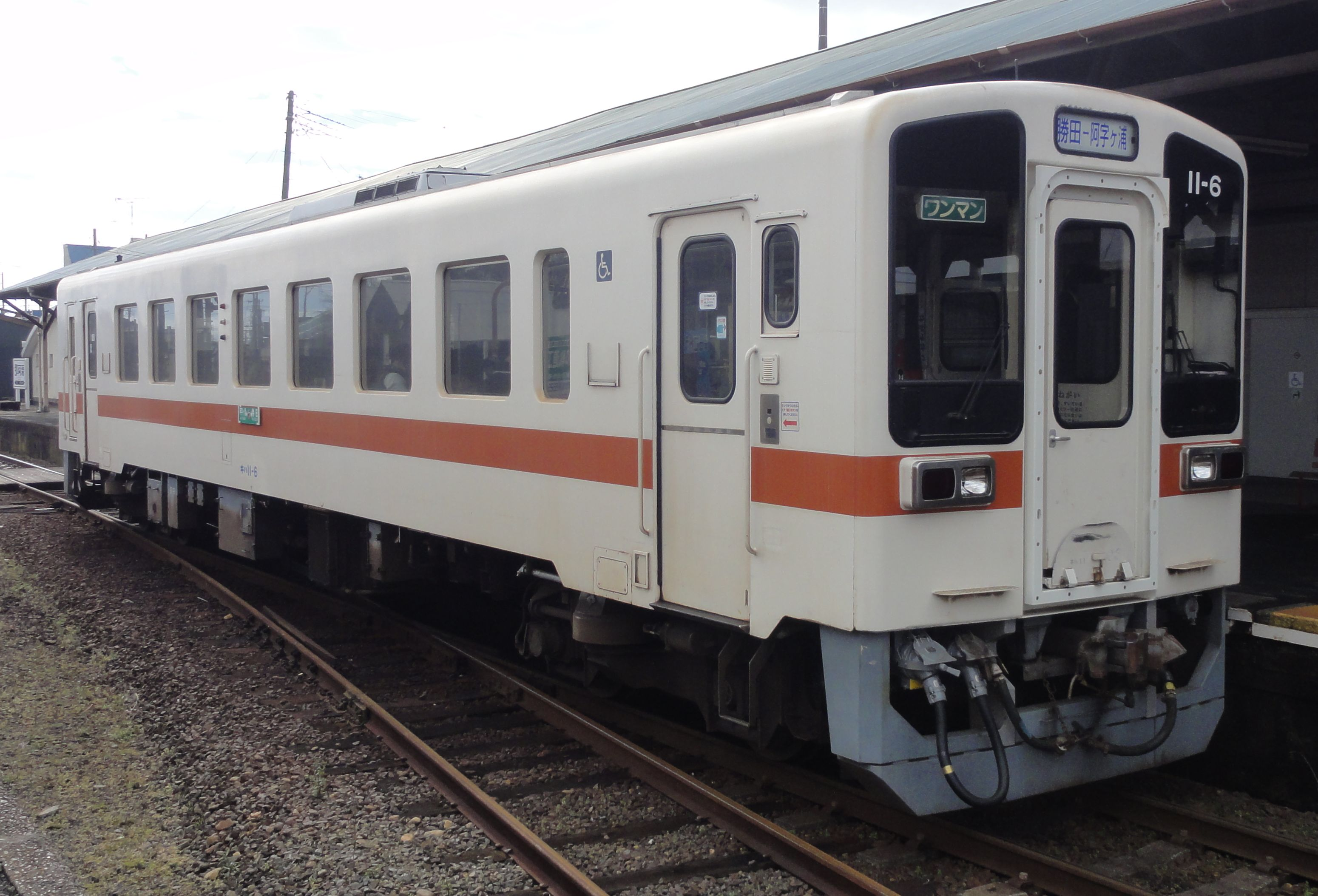
ひたちなか海浜鉄道キハ11-6（旧キハ11-203）

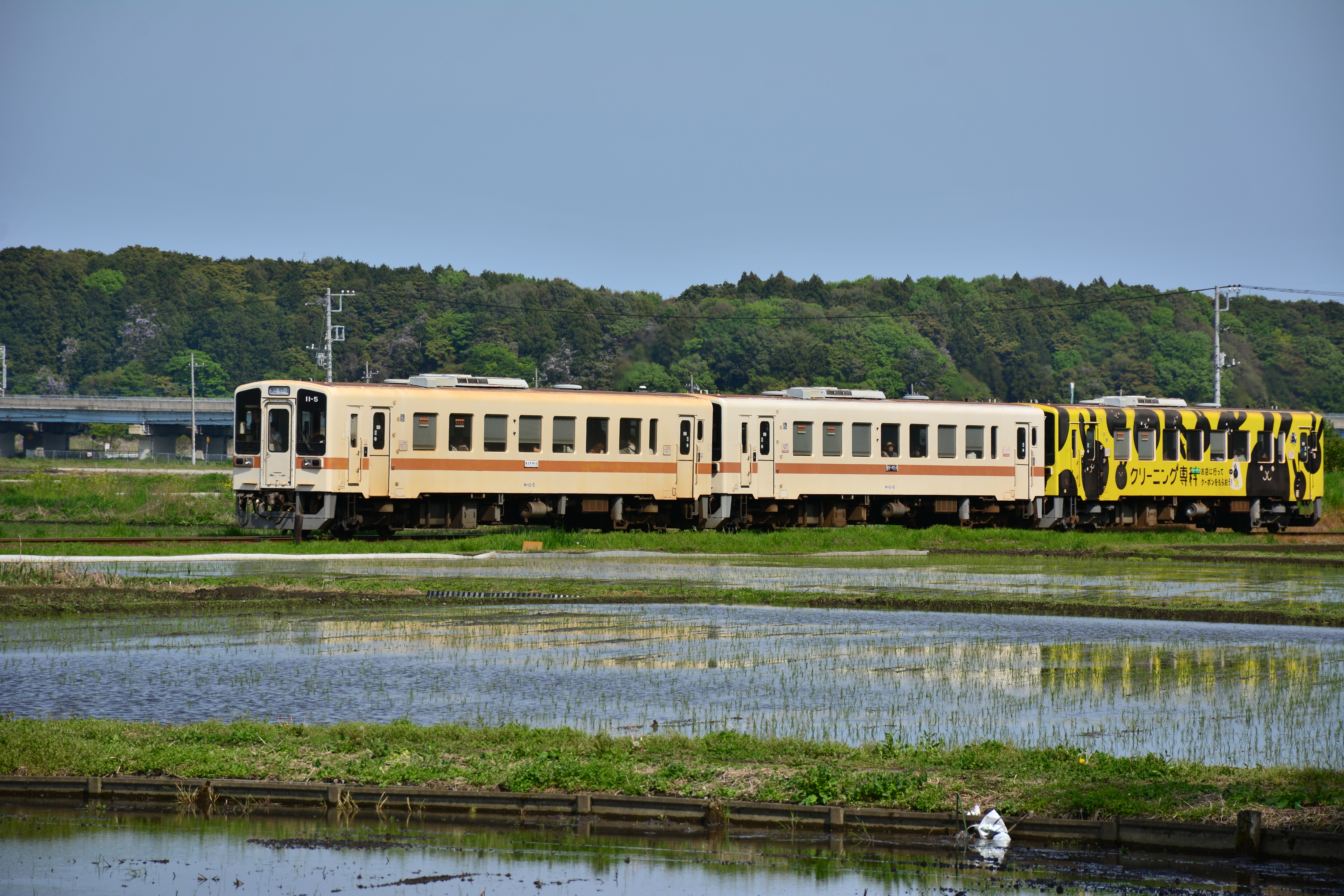
多客期に3連で運転するキハ11-5+6+7 （左から右）

上述した100番台の1両 (123) と東海交通事業所有の200番台4両については、ひたちなか海浜鉄道へ譲渡された。
2015年4月22日に123が美濃太田車両区から愛知機関区へ輸送され（同日付で廃車）、側線でヨ8925と203・204の2両とともに留置されていたが、3両が28日から30日にかけて陸送され、同日、ひたちなか海浜鉄道湊機関区へ到着した後にはミキ300-103にけん引されて機関庫に搬入された。同社からは5月7日に購入が公式発表された。
外観は塗装がJR東海時代のオレンジと緑の帯（湘南色）から少し濃い目のオレンジ一色帯に変更されているほか、運転席上部の社名ロゴが剥がされ代わりに車両番号が書かれている。その後、必要最低限の改造工事ならびに整備・試運転と車番の改番（キハ11-123→5、203→6、204→7）を行い、12月30日の始発から順次営業運転を開始した。
その後、2016年4月からはキハ11-7（旧204）がクリーニング専科のラッピング車となった。
なお201・202については当初から部品取り用のため、2016年12月現在未竣工（未入籍）となっている。

## 運用

### JR東海
2018年4月1日時点で、前述の東海交通事業に譲渡された2両を除く303 - 306の4両が名古屋車両区に配置されている。
- 名松線：松阪駅 - 伊勢奥津駅間（全線）
  - 名古屋車両区への入出庫回送で関西本線・伊勢鉄道伊勢線・紀勢本線を走行する場合がある。

### JR東海交通事業
- 城北線：勝川駅 - 枇杷島駅間（全線）

### ミャンマー国鉄
- ヤンゴン環状線（全線）
- ヤンゴン - ピィ線（ヤンゴン中央 - ハローガ - タイッチー）
- コンピューター大学支線（ハローガ - コンピューター大学）
- ヤンゴン - マンダレー線（ターズィ - ピョーブェ）

### ひたちなか海浜鉄道
- 湊線：勝田駅 - 阿字ヶ浦駅間（全線）